# Ermita de la Virgen del Carmen (Bellreguart)
La ermita de la Virgen del Carmen es una ermita situada en el municipio de Bellreguart. Es Bien de Relevancia Local con identificador número 46.25.048-002.
Sigue estando dedicada al culto.
Se encuentra ubicada en la zona de la playa.